# كفر الزعفراني
قرية كفر الزعفرانى هي إحدى القرى التابعة لمركز أطسا في محافظة الفيوم في جمهورية مصر العربية. حسب إحصاءات سنة 2006، بلغ إجمالي السكان في كفر الزعفرانى 2038 نسمة، منهم 1058 رجل و980 امرأة.